# ماریکو
ماریکو (انگلیسی: Marico) شرکت کالای هندی است، که در سال ۱۹۹۰ تأسیس شد.